# Libellulosoma minutum
Libellulosoma minutum – gatunek ważki z rodziny szklarkowatych (Corduliidae); jedyny przedstawiciel rodzaju Libellulosoma. Znany tylko z dwóch okazów (w tym holotypu) z kolekcji René Martina odłowionych w nieokreślonej lokalizacji na Madagaskarze, prawdopodobnie we wschodniej części wyspy.